# Os Trabalhos e os Dias
Os Trabalhos e os Dias (Ἔργα καὶ Ἡμέραι), também conhecido como As Obras e os Dias, é um poema épico de Hesíodo, um dos primeiros autores conhecidos da Grécia Antiga.
Nele o autor, de forma didática, trata do mundo dos mortais e de sua organização, centrado nos temas do trabalho e da justiça, com algum enfoque na história da civilização durante o período clássico da Grécia Antiga. Neste se inclui a célebre história de Prometeu, que tirou o fogo do concílio dos deuses, e o mito de Pandora.
O poema conta com 828 versos e é dirigido ao irmão de Hesíodo, Perses, devido a uma querela relativa à repartição desigual da herança paterna, na qual este levara vantagem indevidamente.
Na primeira parte (versos 1-382), após a invocação às Musas, o poeta desenvolve narrativas míticas como apoio de seus preceitos; na segunda parte do poema há conselhos práticos e calendários sobre a agricultura, navegação, além de conselhos morais.

## Traduções
O poema possui traduções do grego em língua portuguesa, dentre as quais destacam-se a brasileira, de Mary de Camargo Neves Lafer (primeira parte apenas), em edição bilíngüe com introdução e comentários; a portuguesa, integral, feita por José Ribeiro Ferreira e, mais recente, em 2013 a editora Hedra publicou a tradução integral e bilíngue do poema feita por Christian Werner.

## História da Astronomia
Os Trabalhos e os Dias contém, para além do seu fim pedagógico, algumas alusões ao irmão de Sirius, a estrela mais brilhante do céu vista desde a terra, cuja etimologia se traça a partir de sireus, que quer dizer "brilhante"